# اویه کومو وا
اُیه کومو وا (به اسپانیایی: Oye Como Va) به معنای بهت چطور میگذره ترانه‌ای نوشته شده در سبک‌های جاز لاتین و مامبو است که تیتو پوئنته در سال ۱۹۶۳ آن را نوشت و اجرا کرد. گروه موسیقی راک سانتانا نسخه‌ای محبوب از آن را منتشر کرد که در چارت بیلبورد ۱۰۰ ترانه برتر رتبهٔ ۱۳ و رتبهٔ ۱۱ در بیلبورد آسان گوش‌دادنی و رتبهٔ ۳۲ در رده‌بندی چارت آر اند بی را کسب کرد.
نام ترانه از نخستین کلمات آن اخذ شده‌است:
| اسپانیایی:      | فارسی:                          |
| Oye como va     | سلام چطوری و یا چطوری دوست داری |
| Mi ritmo        | ریتم مرا                        |
| Bueno pa' gozar | خوب برای لذت                    |
| Mulata          | بنگرید به این مقاله: مولاتو     |

در اصطلاح عبارت عنوان این آهنگ "Oye como va" به معنای «سلام، چطوری؟» است ولی در ادامهٔ نخستین بند شعر در ادامهٔ همین جمله عبارت "mi ritmo" آمده که معنا را تغییر می‌دهد و به معنی «هی، ریتم من رو چطوری دوست داری؟» می‌شود.
آهنگ ریتمی کلاسیک با تمپویی در سبک چا-چا-چا دارد. این اثر شباهت نزدیکی به آهنگ «چانچویو» از کاچائو لوپز دارد.در ضبط اصلی اثر صدای سانتوس کلن، خوانندهٔ ارکستر پوئنته در آن دوره، همراه با صدای پوئنته و دیگر موزیسین‌های ارکستر شنیده می‌شود. پوئنته در برخی نسخه‌های اجرای زندهٔ این آهنگش از موسیقی چانچویو استفاده کرد.
این ترانه توسط تعدادی از هنرمندان در زمینه‌های گوناگون تنظیم و بازسازی شده‌است.. ان‌پی‌آر این آهنگ را در «NPR 100: مهمترین آثار موسیقی آمریکایی قرن بیستم» قرار داد.

## نسخهٔ سانتانا
نسخهٔ تنظیم‌شده توسط سانتانا «نسخهٔ حین رانندگی» است که در گونهٔ جدیدی از راک لاتین (نسبت به نوازندگان مانند سانتانا), با استفاده گیتار الکتریک، ارگ هموند organ, and a موسیقی راک درام (ساز) و بدون بهره بردن از سازهای بادی برنجی پوئنته اجرا شد. گیتار الکترونیک به جای ملودی فلوت پوئنته قالب شد و ارگ به آن کمک کرد (با قطعه‌ای از Gregg Rolie اثر بلندگوی لسلی). چندین گیتار و ارگ به تک‌نوازی پرداختند که در ریتم‌های راک و بلوز ریشه داشتند. این آهنگ در سال ۲۰۰۱ میلادی با کسب جایزه گرمی لاتین به تالار مشاهیر آن راه یافت.
تیتو پوئنته در سخنانی در ابتدای اثر «Oye Como Va» در آلبوم «Mambo Birdland» گفت: «همه اثر سانتانا را شنیدند، سانتانا، سانتانای زیبا! آن‌ها موسیقی ما، راک لاتین، را در سراسر جهان معرفی کردند، مرد! و من می‌خواهم از آنان به طور عام تشکر کنم چون یک لحظه را ضبط کردند و به عنوان آهنگساز به ترانه‌ام اعتبار بخشیدند؛ بنابراین، از آن روز … همه ما می‌نوازیم… این موسیقی سانتانا است! " نسخهٔ این آهنگ در «Mambo Birdland» یک نسخهٔ سانتانا-گرایانه است.

## دیگر نسخ
این ترانه توسط اشخاص و گروه‌های موسیقی بسیار بازخوانی و ریمیکس شد. از آن جمله موارد زیر را می‌توان نام برد:
- جوئه کوبا و چئو فلیسیانو.
- بابی هاچرسن در آلبوم سال ۱۹۷۵ با نام مونتارا.
- خوانندهٔ رپ جراردو مخیا در سال ۱۹۹۱ در آلبوم ریتمم ضبطش کرد.[۸]
- سیلیا کروز در آلبوم Siempre Viviré آن را جای داد.
- گروه راک/الکترونیک مکزیکی، کینکی در سال ۲۰۰۴ در آلبومی با نام Oye Como Va.[۹]
- گروه جاز/فانک New Orleans Nightcrawlers در سال ۲۰۰۰ و در آلبوم Live at the Old Point.
- برادران سالسا در My Electric Oye Como Va (۲۰۰۹)
- الیانه الیاس، خواننده و پیانیست برزیلی، در سال ۲۰۰۶، ۳۶ سال پس از سانتانا، در آلبوم Around The City. در این اثر اشعار اضافه‌ای افزوده شده.
- خولیو ایگلسیاس در سال ۱۹۹۴ در آلبوم احمق. او تغییراتی در شعر اثر ایجاد کرد و آن را به "Oye como va mi niña/Vamos a gozar, mulata" تغییر داد که یعنی «هی، چطوره دخترم؟ /ازش لذت ببر، مولاتا»
- آزوکار مورنو در سال ۱۹۹۰ در آلبوم باندیدو, که آن را با موسیقی ۱۹۷۱ سانتانا به نام Guajira ادغام کرد.
- 2 Live Crew این آهنگ را با نام "Mamolapenga" در آلبوم Banned in the U.S.A. سیمپل کرد.
- گروه مکزیکی Banda M-1، با نسخه‌ای کومبیا در سال ۱۹۹۴.
- جو استرامر و لاتینو راکبیلی وار.[۱۰]
- ناتالی کول در سال ۲۰۱۳، ۴۳ سال پس از سانتانا، در آلبوم رتبه‌اولی و نامزد گرمی خود، Natalie Cole en Español.
- والت دیزنی رکوردز آن را در آلبوم لا ویدا میکی به صورت لوح فشرده منتشر کرد.